# Myrtle Avenue (linea BMT Jamaica)
Myrtle Avenue, conosciuta anche come Myrtle Avenue-Broadway, è una stazione della metropolitana di New York situata sulla linea BMT Jamaica. Nel 2019 è stata utilizzata da 3 854 024 passeggeri. È servita dalle linee J e M, attive 24 ore su 24, e dalla linea Z, attiva solo nell'ora di punta del mattino in direzione Manhattan e nell'ora di punta del pomeriggio in direzione Queens.

## Storia
La stazione fu aperta il 25 giugno 1888.

## Strutture e impianti
La stazione è posta su un viadotto al di sopra di Broadway, ha tre binari e due banchine ad isola. Il mezzanino, posizionato sotto il piano binari, ospita le scale per accedere alle banchine, i tornelli e le due scale per il piano stradale che portano all'incrocio con Myrtle Avenue.

## Interscambi
La stazione è servita da alcune autolinee gestite da NYCT Bus.
- Fermata autobus